# Kosovare Asllani
Kosovare Asllani (født 29. juli 1989) er en svensk fodboldspiller, der spiller for den spanske Primera División klub Real Madrid og Sverige. Hun blev i 2019 hentet til Real Madrid som den første store spiller i kongeklubbens satsning på kvindefodbold.
Asllani begyndte sin klubkarriere med Vimmerby IF og spillede derefter i Damallsvenskan for Linköpings FC og Kristianstads DFF. I 2012-16 spillede hun for den franske klub Paris Saint-Germain. I 2016-17 spillede hun for Manchester City. I 2010 spillede hun i USA for Chicago Red Stars i Women's Professional Soccer (WPS).

## Landshold
Asllani fik debut for Sveriges landshold i september 2008 mod Rumænien og i 2009 blev hun indkaldt til Sverige trup til EM i fodbold for kvinder 2009.
Asllani spillede for Sverige under sommer-OL 2016 , hvor holdet vandt en sølvmedalje.
Pr. 10. december 2020 har Asllani spillet 144 landskampe for Sverige og har scoret 37 mål.

## Hæder

### Klub
Linköpings FC
- Damallsvenskan:

Mestre: 2009, 2017
- Supercupen:

Mestre: 2009
- Svenska Cupen Damer:

Mestre: 2008, 2009
Manchester City
- FA WSL

Mestre: 2016
- FA WSL Continental Cup

Mestre: 2016

### Landshold
Sverige
- Sommer-OL: Sølvmedalje, 2016

### Individuel
- 2017: Diamantbollen Vinder, Bedste midtbanespiller